# 4-hidroksifenilacetat 1-monooksigenaza
4-hidroksifenilacetat 1-monooksigenaza (EC 1.14.13.18, 4-hidroksifenilacetatna 1-hidroksilaza, 4-hidroksifenilacetinska 1-hidroksilaza, 4-HPA 1-hidroksilaza) je enzim sa sistematskim imenom 4-hidroksifenilacetat,NAD(P)H:kiseonik oksidoreduktaza (1-hidroksilacija). Ovaj enzim katalizuje sledeću hemijsku reakciju
4-hidroksifenilacetat + NAD(P)H + H+ + O2 {\displaystyle \rightleftharpoons } homogentisat + 2O
Ovaj enzim je flavoprotein (FAD). On takođe deluje na 4-hidroksihidratropat (formira 2-metilhomogentisat) i na 4-hidroksifenoksiacetat (formira hidrohinon i glikolat).

## Literatura
- Nicholas C. Price; Lewis Stevens (1999). Fundamentals of Enzymology: The Cell and Molecular Biology of Catalytic Proteins (Third изд.). USA: Oxford University Press. ISBN 019850229X.
- Eric J. Toone (2006). Advances in Enzymology and Related Areas of Molecular Biology, Protein Evolution (Volume 75 изд.). Wiley-Interscience. ISBN 0471205036.
- Branden C; Tooze J. Introduction to Protein Structure. New York, NY: Garland Publishing. ISBN 0-8153-2305-0.
- Irwin H. Segel. Enzyme Kinetics: Behavior and Analysis of Rapid Equilibrium and Steady-State Enzyme Systems (Book 44 изд.). Wiley Classics Library. ISBN 0471303097.

## Spoljašnje veze
- 4-hydroxyphenylacetate+1-monooxygenase на 